# I'll Bite Your Face Off
Singles de Alice Cooper
Keepin' Halloween Alive
(2009) Paranoiac Personality
(2017)
I’ll Bite Your Face Off est une chanson d'Alice Cooper issue de l'album Welcome 2 My Nightmare. La chanson est sortie en téléchargement digital le 22 août 2011 et a eu aussi droit à sa version vinyle, éditée sur picture-disc et parue au Royaume-Uni le 12 septembre 2011 en édition limitée.
Trois membres originaux du groupe Alice Cooper ont été invités à participer à l'album Welcome 2 My Nightmare ; Michael Bruce, Dennis Dunaway et Neal Smith marquent leur retour le temps d'enregistrer en studio sur trois titres au total dont le single I’ll Bite Your Face Off. Neal Smith a d'ailleurs participé à l'écriture de la chanson, aux côtés du producteur de longue date d'Alice, Bob Ezrin et du guitariste Tommy Henriksen.
I’ll Bite Your Face Off est interprétée la première fois sur scène le 12 mai 2011 au casino Horseshoe, à Elizabeth dans l'Indiana,. Concernant le thème de la chanson, il s'agit du « cauchemar d'Alice, 35 ans plus tard ».

« Bob et moi avons créé ce personnage et nous savons comment écrire pour lui. Je joue le rôle, mais nous n'écrivons pas pour moi, nous écrivons pour Alice. Nous avons gardé le premier album Nightmare très personnel, sur celui-ci, nous avons trouvé plus d'humour et nous étions plus ouverts. »

— Alice Cooper

## Musiciens
Notes : les musiciens concernés sont uniquement ceux qui ont participé à l'enregistrement de I’ll Bite Your Face Off (voir crédits de l'album).
- Alice Cooper - chants
- Michael Bruce - guitare rythmique
- Dennis Dunaway - basse
- Neal Smith - batterie
- Steve Hunter - guitare solo
- Bob Ezrin - piano, chœurs
- Justin Corelyou - trombone